# TAP Air Portugal
TAP Air Portugal (portugiesisch als Transportes Aéreos Portugueses, Kurzform TAP) ist eine 1945 gegründete, mehrheitlich staatliche portugiesische Fluggesellschaft mit Sitz in Lissabon und Drehkreuz auf dem dortigen Flughafen Humberto Delgado Lissabon sowie Mitglied der Luftfahrtallianz Star Alliance.

## Geschichte
Am 14. März 1945 wurde die Transportes Aéreos Portugueses (Portugiesischer Lufttransport) in Lissabon gegründet. Noch im selben Jahr erwarb die Gesellschaft zwei Douglas DC-3. Den ersten kommerziellen Flug führte sie am 19. September 1946 zwischen Lissabon und Madrid durch. Am 31. Dezember 1946 wurde die Verbindung zwischen Lissabon–Luanda (Angola)–Lourenço-Marques (Mosambik) eröffnet. Die Reisezeit dauerte hin und zurück 15 Tage, benötigte 12 Zwischenlandungen und war damals mit 24.540 Kilometer der längste Linienflug, den eine DC-3 durchführte.

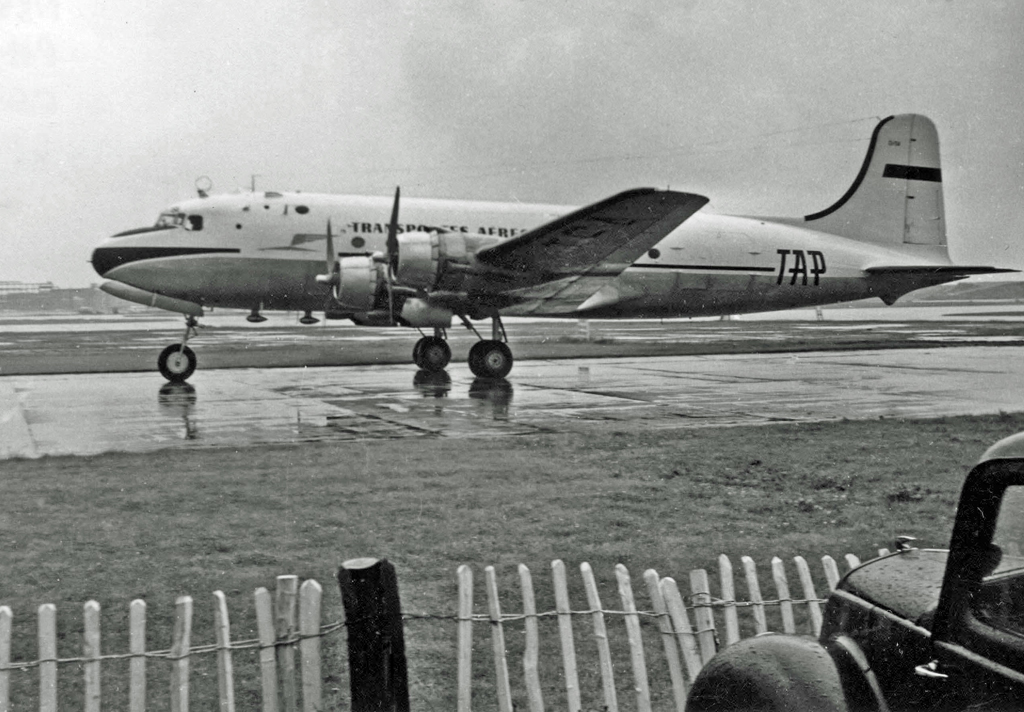
Eine Douglas DC-4 der TAP im Jahr 1954

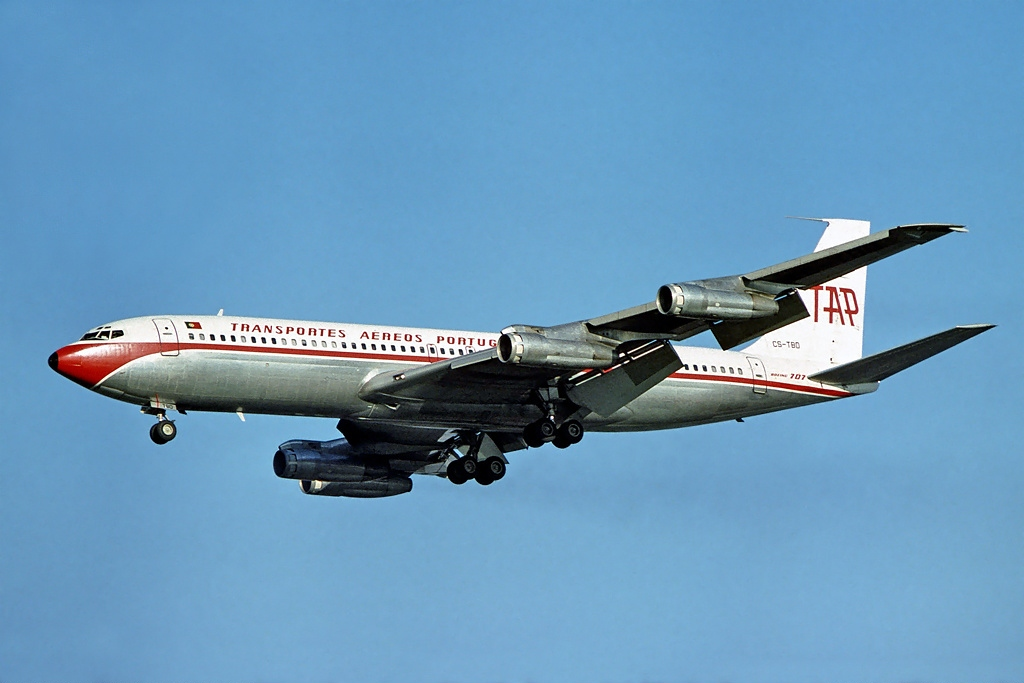
Eine Boeing 707 der TAP im Jahr 1976

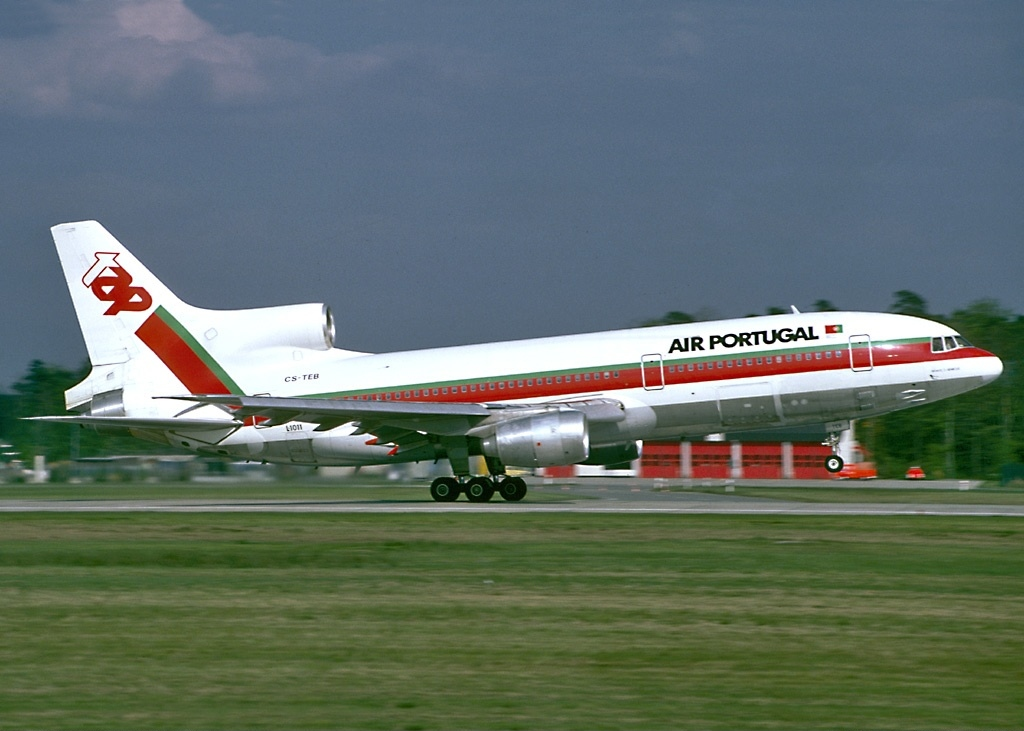
Eine Lockheed L-1011 TriStar der TAP im Jahr 1988

Innerhalb weniger Jahre wuchs die Fluggesellschaft, 1948 wurde sie Mitglied der IATA. Auch das Streckennetz wuchs weiter, so kamen europäische Ziele wie Paris (1948) und London (1949) hinzu, die mit einer Douglas DC-4/C-54 bedient wurden, und Sevilla (1948), welche mit DC-3 bedient wurden.
Um weitere vorwiegend lange Strecken ohne Zwischenstopp bedienen zu können, wurde 1955 die erste Lockheed Super Constellation in Betrieb genommen. Im Jahr 1960 flog die TAP daraufhin als eine der wenigen Fluggesellschaften Europas nach Rio de Janeiro. Im Juli 1962 erhielt TAP die ersten Caravelle VI-R, mit denen sie ins Jet-Zeitalter einstieg. In der Folge nahm das Unternehmen weitere Ziele in den Flugplan auf, darunter Las Palmas de Gran Canaria und Santa Maria auf den Azoren (1962), München und Frankfurt (1963), Genf und Faro (1965) sowie weitere europäische Flugziele. Bis 1967 musterte TAP alle Flugzeuge mit Kolbenmotoren aus und flog zu diesem Zeitpunkt für eine Weile nur noch mit strahlgetriebenen Flugzeugen der Typen Caravelle, Boeing 727-100 und Boeing 707. Die Flotte wurde in den 1970er-Jahren mit Boeing 747-200 und Boeing 727-200 erweitert. Ab Anfang der 1980er-Jahre firmierte das Unternehmen unter dem Namen TAP Air Portugal. Parallel dazu stellte die Gesellschaft ihre ersten Boeing 737-200 sowie Langstreckenflugzeuge des Typs Lockheed L-1011-500 in Dienst, welche die Boeing 707 und Boeing 747 ersetzten.
Im Jahr 1985 wurde die Tochtergesellschaft Air Atlantis gegründet, die den Charterflugverkehr der TAP übernahm. Durch den anhaltenden Fortschritt in den 1980er und 1990er Jahren wuchs die Fluggesellschaft weiter an: So orderte man zunächst die Typen Boeing 737-300 und Airbus A310-300 sowie Anfang der 1990er-Jahre auch Airbus A320-200 und Airbus A340-300, welche die älteren Flugzeuge ablösten.
Zu Beginn des 21. Jahrhunderts wurde der bisherige Name TAP Air Portugal in TAP Portugal geändert. Zeitgleich wurden erste Flugzeuge des Typs Airbus A330 in Betrieb genommen. Seit dem 14. März 2005 ist die TAP zudem Mitglied der Star Alliance.
Im Dezember 2006 kündigte TAP die Übernahme eines Anteils von 99,8 % an der portugiesischen Regionalfluggesellschaft PGA Portugália Airlines an.
Im Laufe des Jahres 2011 kündigte die portugiesische Regierung die Privatisierung des Unternehmens an. Dies gilt als Teil des 87 Mrd. Euro umfassenden Rettungspaketes der EU. Nach mehreren Anläufen scheiterte im Dezember 2012 der letzte Versuch der Privatisierung, die bis 2015 vertagt wurde. Im Frühling 2015 verblieben noch zwei Bieter: Avianca und Azul Linhas Aéreas. Daraufhin verkaufte der portugiesische Staat 61 % der TAP Portugal an den Azul-Gründer David Neeleman und den portugiesischen Unternehmer Humberto Pedrosa, Eigentümer der Gruppe Barraqueiro für ungefähr 350 Millionen Euro.
Im Mai 2016 gehörten wieder 50 % der Fluggesellschaft dem Staat Portugal. Atlantic Gateway reduzierte seine Beteiligung auf 45 %, wobei die Geschäftsleitung privat bleibt; die restlichen 5 % der Anteile waren für Mitarbeiter reserviert. Vorgesehen war, dass die chinesische HNA mit ihren Hainan Airlines beim Konsortium einsteigen und indirekt bis zu 20 % bei TAP erwerben sollte. Im September 2017 wurde die Gesellschaft erneut in TAP Air Portugal umbenannt. Und im Jahr darauf übernahm Antonoaldo Grangeon Trancoso Neves den Vorstandsvorsitz von Fernando Pinto, der die Position zuvor 17 Jahre innehatte. Im Juli 2020 übernahm der portugiesische Staat weitere 22,5 % der Anteile von Atlantic Gateway und hielt damit 72,5 %. Im Juni 2021 wurde die ehemalige Chefin der britischen Fluggesellschaft FlyBe, Christine Ourmières-Widener, als CEO des Unternehmens eingesetzt.
Ende September 2023 hat der portugiesische Ministerrat ein Dekret verabschiedet, mit dem die TAP wieder privatisiert wird. Dabei soll es ein Investor aus dem Luftfahrtsektor und nicht ein Finanzinvestor sein, neben der Veräußerung von 51 % der Anteile sind 5 % für die Arbeitnehmer reserviert.

## Service
Economy Class
Auf der Kurz- und Mittelstrecke lassen sich die Sitze in der Economy Class in der Airbus-Flotte nicht zurückstellen. Auf fast allen Kurz- und Mittelstreckenflügen wird ein Verkaufsservice bestehend aus Snacks und Getränken angeboten. Auf der Langstrecke sind alle Sitze mit persönlichem In-Flight-Entertainment-System ausgestattet, Essen und Getränke sind im Flugpreis enthalten.
Economy Xtra
Auf der Kurz- und Mittelstrecke kann gegen Aufpreis eine Sitzplatzreservierung im vorderen Teil des Flugzeugs gebucht werden. In der Airbus-Flotte wurden hier Sitze installiert, welche im Gegensatz zu den Sitzen weiter hinten im Flugzeug über einen erhöhten Sitzabstand und über eine verstellbare Kopfstütze verfügen. Außerdem sind die Sitze mit einem Tablet-Halter und einem Stromanschluss ausgestattet. Ebenfalls wurden die Mahlzeiten auf Langstreckenflügen in der Economy Xtra überarbeitet. Auf fast allen Kurz- und Mittelstreckenflügen wird ein Verkaufsservice angeboten, dieser beinhaltet dieselben Inhalte wie in der Economy Class.
Auf der Langstrecke wird in dieser Klasse ein erhöhter Sitzabstand angeboten und die Sitze lassen sich etwas weiter zurückklappen. Ab Januar 2020 ist ein Priority-Boarding enthalten.
Executive Class (Business Class)
Auf der Kurz- und Mittelstrecke werden hier in der Airbus-Flotte die gleichen Sitze wie in der Economy Xtra benutzt. Es gibt ein besseres Angebot an Speisen und Getränken. Auf der Langstrecke werden Full-Flat Sitze angeboten.

## Flugziele

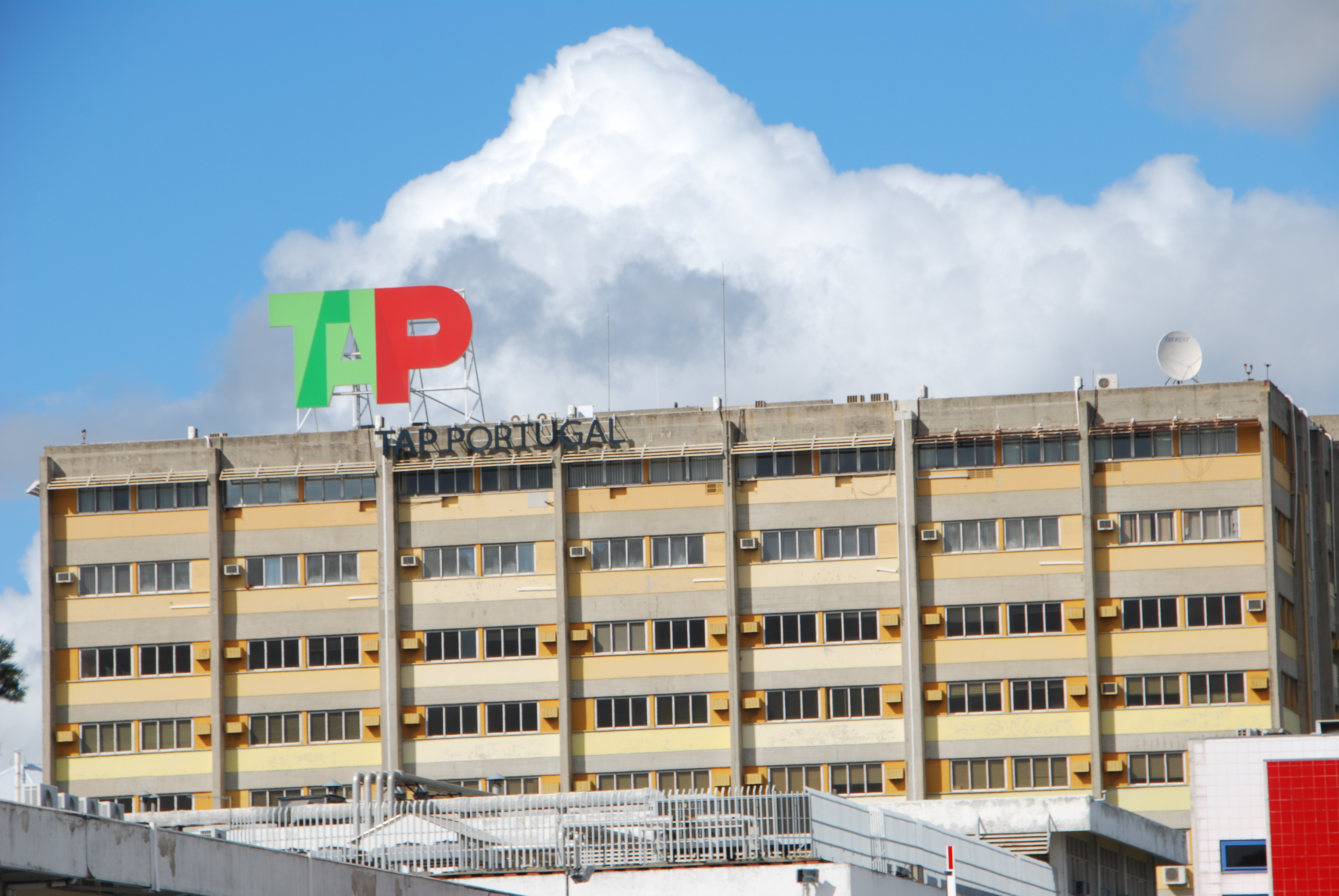
Verwaltungsgebäude der TAP in Lissabon

Stand 2019 fliegt die TAP 91 Flughäfen in 88 Städten in 36 Ländern an.

### Flugziele im D-A-CH-Raum
Im D-A-CH-Raum fliegt die TAP Frankfurt, Hamburg, München, Düsseldorf, Berlin, Genf, Zürich und Wien an.
In der Vergangenheit wurden auch die Flughäfen Stuttgart, Köln-Bonn und Basel-Mülhausen angeflogen. Diese Strecken wurden jedoch im Oktober 2019 eingestellt, da man sein Netzwerk umbaue und sich in Zukunft mehr auf den Ausbau der eigenen Langstrecke konzentrieren möchte.

### Codeshare-Abkommen
TAP unterhält Codeshare-Abkommen, darunter auch aus dem Star-Alliance-Netzwerk (hier mit * gekennzeichnet):
- Aegean Airlines *
- Air Canada *
- Air China *
- Austrian Airlines *
- AZUL Linhas Aéreas Brasileiras
- Brussels Airlines *
- Croatia Airlines *
- Egypt Air *
- Emirates
- Etihad Airways
- Ethiopian Airlines *
- FINNAIR
- GOL Linhas Aéreas Inteligentes
- ITA Airways
- JetBlue Airways
- LOT Polish Airlines *
- Lufthansa *
- SATA International
- Siberia Airlines
- Singapore Airlines *
- South African Airways *
- Swiss International Airlines *
- Thai Airways International *
- Turkish Airlines *
- Ukraine International Airlines
- United Airlines *

## Flotte

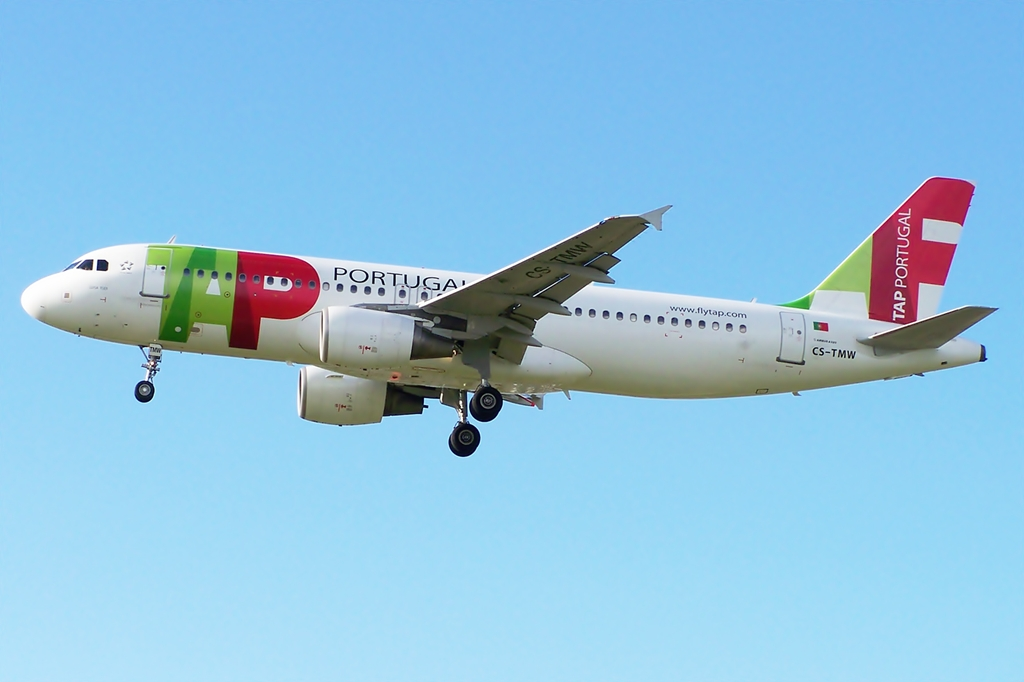
Ein Airbus A320-200 der TAP

### Aktuelle Flotte
Mit Stand April 2025 besteht die Flotte der TAP Air Portugal aus 99 Flugzeugen mit einem Durchschnittsalter von 10,3 Jahren:
| Flugzeugtyp     | Anzahl | bestellt | Anmerkungen                                        | Sitzplätze (Business/Eco+/Eco)             | Durchschnittsalter |
| --------------- | ------ | -------- | -------------------------------------------------- | ------------------------------------------ | ------------------ |
| Airbus A319-100 | 03     |          | einer inaktiv                                      | 144 (-/-/144)                              | 23,7 Jahre         |
| Airbus A320-200 | 14     |          | sechs mit Sharklets ausgestattet; einer inaktiv    | 174 (-/-/174)                              | 19,1 Jahre         |
| Airbus A320neo  | 15     | 10       |                                                    | 174 (-/-/174)                              | 04,2 Jahre         |
| Airbus A321-200 | 03     |          |                                                    | 216 (-/-/216)                              | 23,2 Jahre         |
| Airbus A321neo  | 10     | 10       |                                                    | 198 (-/16/182) 216 (-/-/216) 221 (-/-/221) | 05,0 Jahre         |
| Airbus A321LR   | 13     | 10       | einer inaktiv                                      | 171 (16/-/155)                             | 05,0 Jahre         |
| Airbus A330-200 | 03     |          |                                                    | 269 (25/-/244)                             | 17,1 Jahre         |
| Airbus A330-900 | 19     | 2        | zwei inaktiv                                       | 298 (34/-/264)                             | 06,0 Jahre         |
| Embraer ERJ-190 | 12     |          | betrieben durch Portugália Airlines                | 106 (-/-/106)                              | 14,2 Jahre         |
| Embraer 195     | 07     |          | einer inaktiv; betrieben durch Portugália Airlines | 118 (-/-/118)                              | 14,0 Jahre         |
| Gesamt          | 99     | 22       |                                                    |                                            | 10,3 Jahre         |

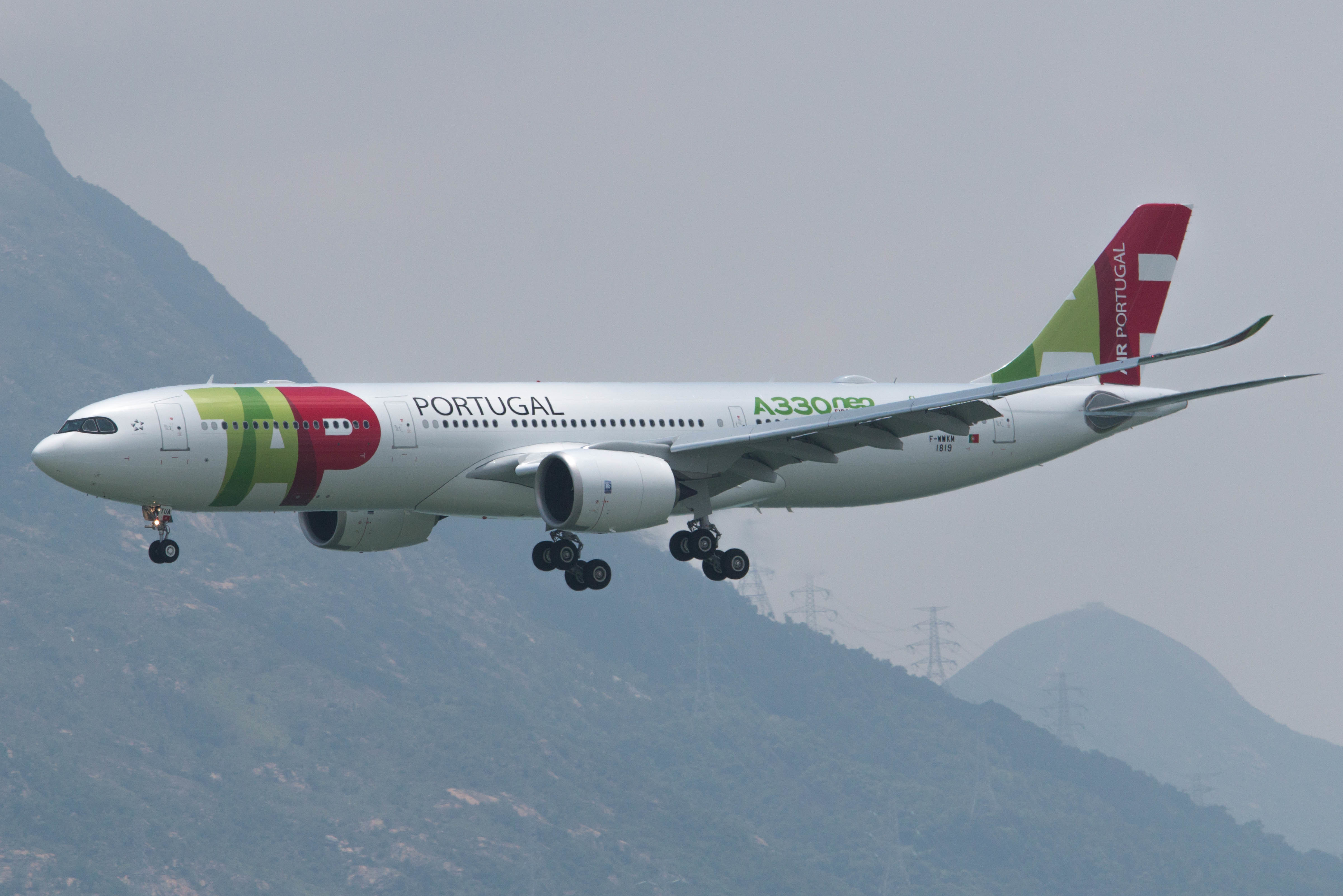
A330-900 der TAP

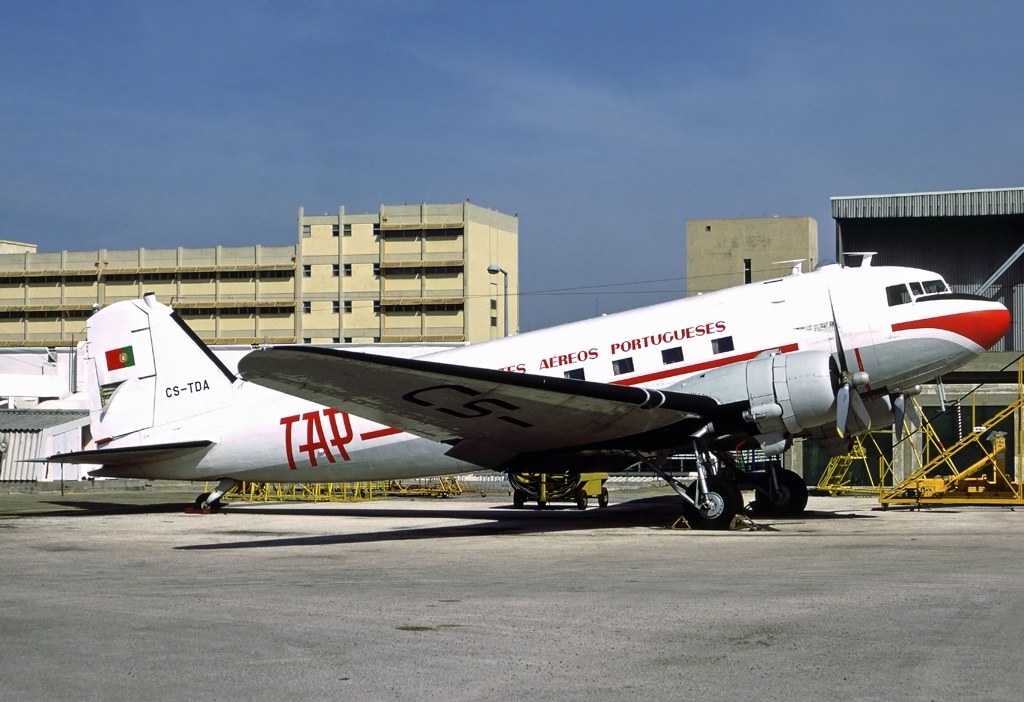
Eine Douglas DC-3 der TAP

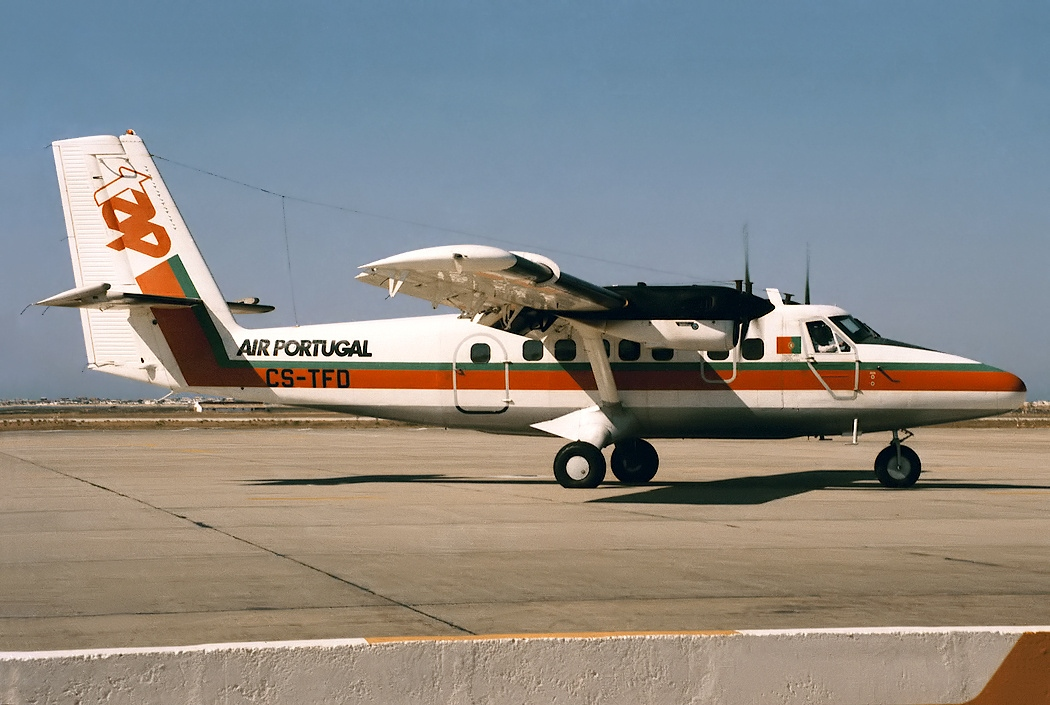
Eine De Havilland Canada DHC-6 Twin Otter der TAP, 1984

Von den 53 bestellten Flugzeugen wurden die ursprünglich bestellten 12 Airbus A350 in 14 Airbus A330neo umgewandelt. Dies wurde am 13. November 2015 von dem Konsortium Gateway, dem neuen Miteigentümer der TAP Portugal, bekannt gegeben.

### Aktuelle Sonderbemalungen
| Flugzeugtyp     | Luftfahrzeugkennzeichen | Bemalung                  | Zeitraum                                           | Bild |
| --------------- | ----------------------- | ------------------------- | -------------------------------------------------- | --- |
| Airbus A320neo  | CS-TVF                  | „Star Alliance“           | seit Juli 2019                                     | |
| Airbus A321neo  | CS-TJR                  | „Retro“                   | seit Oktober 2020                                  | |
| Airbus A330-900 | CS-TUA CS-TUB           | „A330neo First to fly“    | CS-TUA: seit April 2019 CS-TUB: seit November 2019 | |
| Airbus A330-900 | CS-TUD                  | „Up for another 75 Years“ | seit Februar 2021                                  | Bild gesucht Die Wikipedia wünscht sich an dieser Stelle ein Bild. Weitere Infos zum Motiv findest du vielleicht auf der Diskussionsseite . Falls du dabei helfen möchtest, erklärt die Anleitung , wie das geht. |
| Airbus A330-900 | CS-TUI                  | „100th Aircraft“          | seit Mai 2019                                      | |
| Airbus A330-900 | CS-TUK                  | „Star Alliance“           | seit Juli 2019                                     | |

### Zuvor eingesetzte Flugzeuge
Im Laufe ihres Bestehens setzte TAP auch folgende Flugzeugtypen ein:
- Airbus A310 bis 2008[27]
- Airbus A330-300, letzte Ausmusterung im Juli 2019 und Abgang an Air Canada,[28] die vier Flugzeuge waren 2017 von Singapore Airlines übernommen worden.
- Airbus A340-300, vier Exemplare flogen bis Oktober 2019, alle diese Flugzeuge waren 1994/95 übernommen worden.[29]
- ATR72-600
- Boeing 707
- Boeing 727-100, -200
- Boeing 737-200, -300
- Boeing 747-200
- de Havilland Canada DHC-6 Twin Otter
- Douglas DC-3/C-47 bis 1958[27]
- Douglas DC-4 ab 1954[27]
- Lockheed Super Constellation ab 1955[27] bis 1967
- Lockheed L-1011 TriStar bis 1997[30]
- Sud Aviation Caravelle 1962[27]

## Zwischenfälle
Bei TAP ereigneten sich von 1945 bis Juli 2020 bei TAP bzw. TAP Air Portugal insgesamt vier Totalverluste von Flugzeugen; zwei davon hatten Todesopfer zur Folge. Allerdings ereigneten sich drei der vier Totalschäden im Jahr 1948. Vollständige Liste:

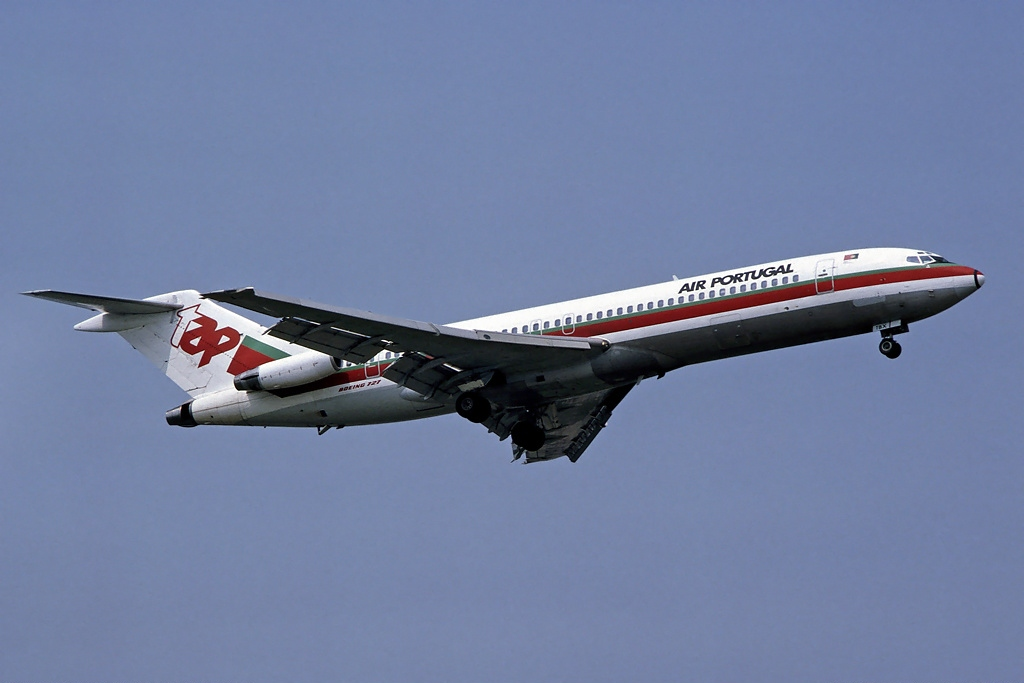
Eine mit der 1977 verunglückten baugleiche Boeing 727-200 der TAP

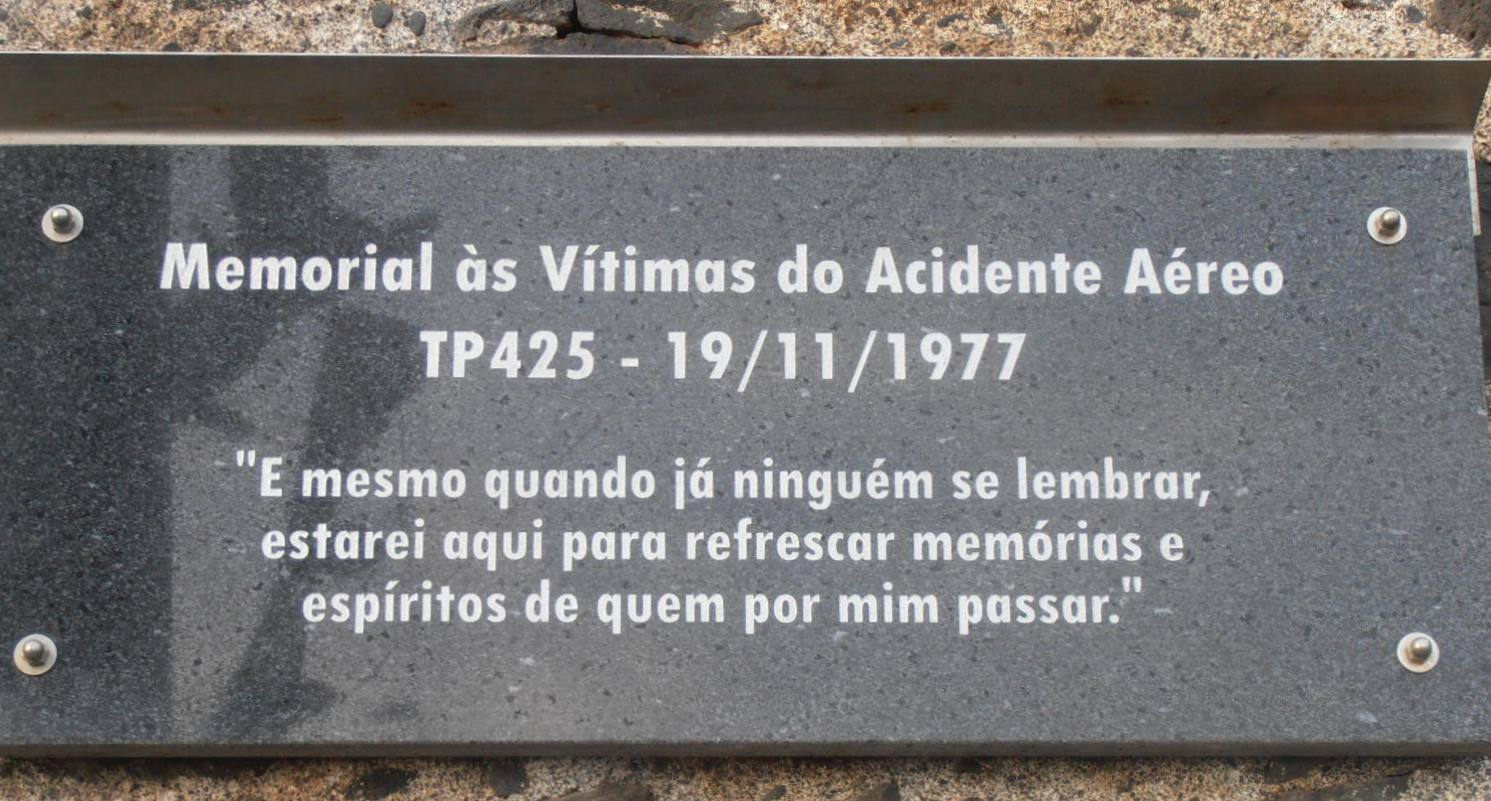
Memorial in Sta. Cruz (Madeira)

- Am 27. Januar 1948 verunglückte eine Douglas DC-3/C-47 der Transportes Aéreos Portugueses (Luftfahrzeugkennzeichen CS-TDB) auf einem Trainingsflug bei schlechtem Wetter südlich von Lissabon. Alle drei Menschen an Bord kamen ums Leben.[32]

- Am 8. Juni 1948 verunglückte eine Douglas DC-3 der Transportes Aéreos Portugueses (CS-TDF) auf einem Trainingsflug am Flughafen Lissabon-Portela, nachdem beim Start ein Triebwerk abgestellt worden war. Alle fünf Insassen überlebten den Unfall; das Flugzeug wurde zum Totalschaden.[33]

- Am 3. September 1948 verunglückte eine Douglas DC-4 der Transportes Aéreos Portugueses (CS-TSB) auf einem Trainingsflug am Flughafen Lissabon-Portela. Es kam zu einer derart harten Landung, dass das Flugzeug zum Totalschaden wurde. Alle fünf Besatzungsmitglieder überlebten den Unfall.[34]

- Am 19. November 1977 verunglückte eine Boeing 727-200 der TAP Air Portugal (CS-TBR) bei der Landung auf dem als schwierig eingestuften Flughafen Madeira. Bei starkem Regen und schlechter Sicht hatte die Maschine bereits zwei Landeversuche auf der damals noch relativ kurzen Bahn abbrechen müssen. Beim dritten Anflug setzte sie etwa 600 Meter hinter dem optimalen Aufsetzpunkt auf und kam wegen Aquaplanings auf den verbleibenden 900 Metern nicht mehr zum Stehen. Die Maschine stürzte über das Ende der Piste auf die Klippen der Insel. Von den 164 Menschen an Bord kamen 131 ums Leben (siehe auch TAP-Flug 425).[35] Infolge unter anderem dieses Unfalls wurde die Piste zwischenzeitlich mittels einer aufwendigen Stelzenkonstruktion deutlich verlängert.

## Datendiebstahl
Im August 2022 gab TAP einen erfolgreichen Einbruch in die IT-Systeme bekannt. Dabei wurden alle Kundendaten entwendet, die bis zu diesem Zeitpunkt vorhanden waren, im Einzelnen Anschrift, Geburtstag, Telefonnummern und E-Mail-Adressen. Seit diesem Vorfall gibt es immer wieder Wellen von Phishing gegen ehemalige Kunden.